# Epilepsiezentrum Kork

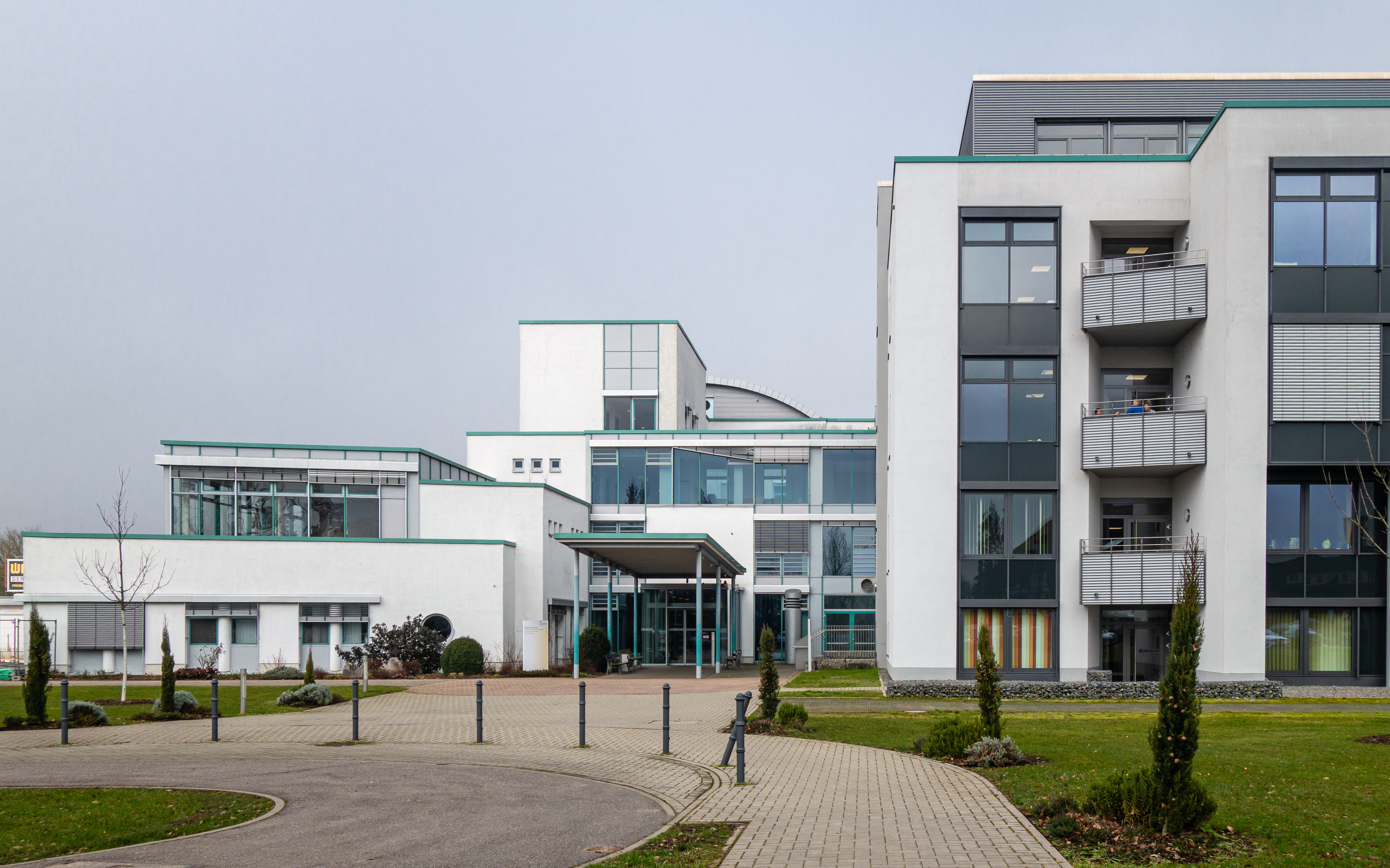
Das Epilepsiezentrum in Kehl-Kork, Ansicht von Süden

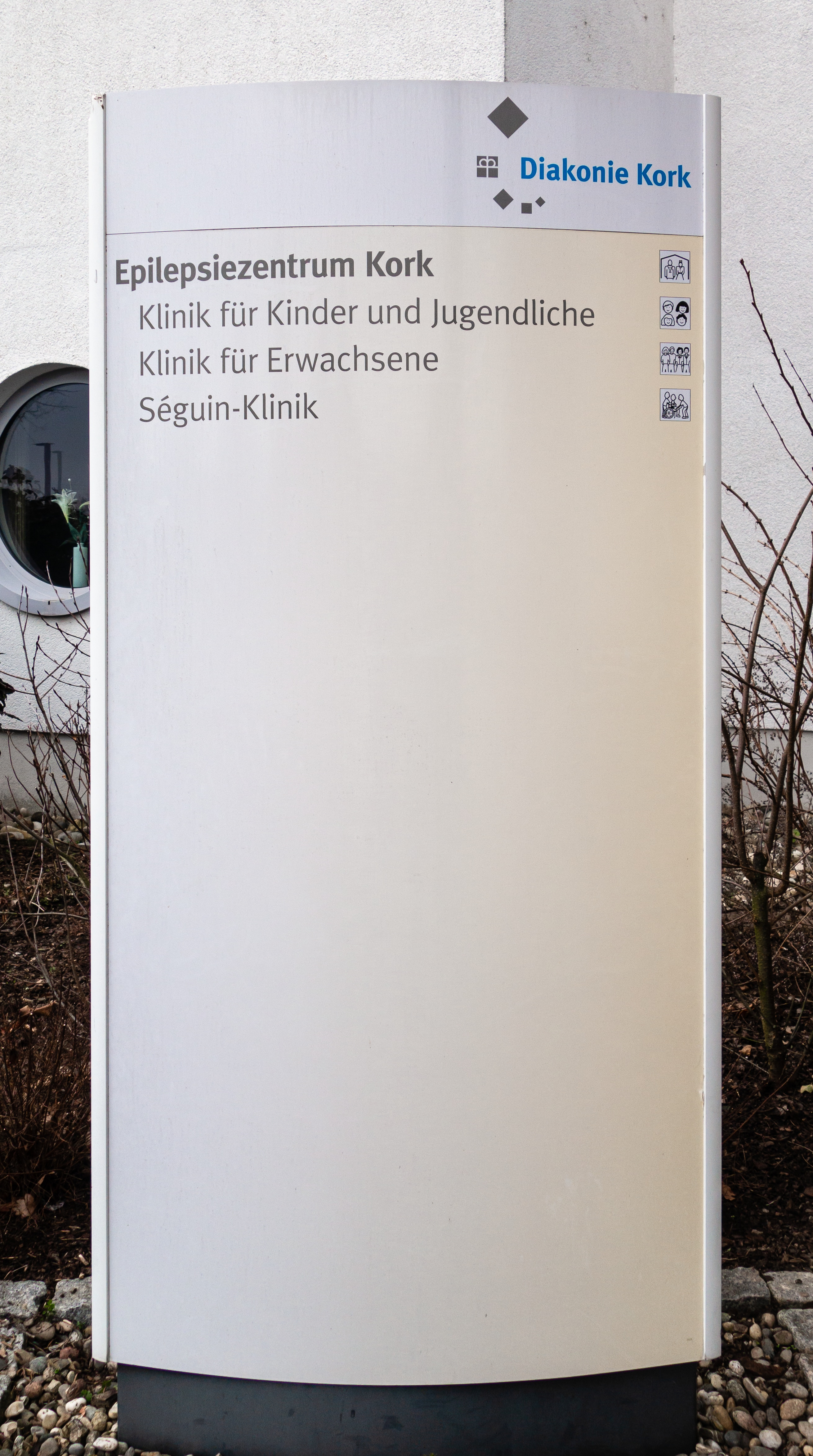
Ein Hinweisschild am Epilepsiezentrum in Kehl-Kork

Das Epilepsiezentrum Kork ist eine Einrichtung der Diakonie Kork (bis 1999 „Korker Anstalten“) in Kork, einem Ortsteil der baden-württembergischen Stadt Kehl am Rhein.

## Geschichte
Die Einrichtung wurde im Jahr 1892 als „Heil- und Pflegeanstalt für epileptische Kinder“ gegründet.
1940 wurden 113 Patienten in die NS-Tötungsanstalt Grafeneck bei Gomadingen transportiert und ermordet. Eine Installation von Glasplatten und Stelen erinnert an die 113 Opfer der Aktion T4.
Zum Zentrum zählen seit 1999 vereint unter einem Dach die Epilepsieklinik für Kinder und Jugendliche, die Epilepsieklinik für Erwachsene, die Séguin-Klinik für Menschen mit schwerer geistiger Behinderung, die Intensiv-Monitoring-Einheit, das Blutspiegellabor, verschiedene Therapieabteilungen sowie die Studienabteilung.

## Einrichtung
Das Epilepsiezentrum Kork verfügt über 121 stationäre Betten. Ärztlicher Direktor ist seit 2004 Bernhard Jochen Steinhoff.